# Saint-Jeanvrin
Saint-Jeanvrin è un comune francese di 168 abitanti situato nel dipartimento del Cher, nella regione del Centro-Valle della Loira.

## Società

### Evoluzione demografica
Abitanti censiti